# Bosònides
Els Bosònides foren una dinastia de la noblesa francona, així anomenada perquè part dels seus membres s'anomenaven Bosó. Van ser comtes a Borgonya, on van fundar la primera dinastia.
```
Bosó el vell
 (mort cap al 
855
). Comte a Itàlia.
casat amb Engeltruda
│
├─
Teutberga
 (filla) 
│ casada amb 
Lotari II de Lotaríngia

│
├─Bosó (fill), comte a Itàlia; fou part de l'entorn de Lluís II d'Itàlia
│
├─
Hucbert
 (fill), abat de Sant-Maurici de Valais.
│ casat amb desconeguda.
│ │
│ └─
Teobald d'Arle
 vers 879-895
│ casat amb 
Berta
 (filla de 
Lotari II de Lotaríngia

│ │
│ ├─
Hug d'Arle
 
comte d'Arle
 911-921 i 
rei d'Itàlia
 (
925
-
946
) (va abdicar el 946 i va morir el 947)
│ │ 1) casat amb desconeguda
│ │ 2) casat (segones noces) amb Maròssia 
│ │ │
│ │ ├─De 1) 
Lotari II
, 
rei d'Itàlia
 (
947
-
950
).
│ │ │ casat amb Adelaida (filla de Rodolf II)
│ │ │ │
│ │ │ └─Emma (filla) 
│ │ │ casada amb 
Lotari I de França

│ │ │ │
│ │ │ ├─
Lluís V de França
 (rei 986-987), darrer rei carolingi.
[
1
]

│ │ │ └─Eudes (eclesiàstic)
│ │ │ 
│ │ ├─De 1) 
Hubert de Toscana
 (936-946) i duc de Spoleto i Camerino (943-946).
│ │ └─De 1) Alda d'Arles 
│ │ casada amb Alberic II de Spoleto
│ │ 
│ └─
Bosó d'Arle
 comte d'Arle (?-?), marqués de Toscana (931-936), 
│ casat amb Willa de Borgonya
│ │
│ ├─Berta d'Arle
│ │ casada amb Bosó II de Provença
│ │
│ └─Willa (III)
│ casada amb Bérenger II.
│
└─Biví (probable fill de Bosó el vell, Abat de Gorze) (+877).
casat amb desconeguda
│
├─
Bosó I de Borgonya Cisjurana
 (868-882), rei de 
Borgonya Cisjurana
 del 879 al 882 (mort el 887), 
comte de Bourges
, 
comte de Viena
, comte d'Arle, duc de 
Llombardia
 (876-879), governador de 
Provença
 (870-879), governador d'
Aquitània
 (881-882),
│ casat amb 
Ermengarda de França

│ │
│ ├─Engelberga de Provença 
│ │ 1) casada amb 
Carloman de Baviera

│ │ 2) casada amb 
Guillem el Pietós

│ │
│ ├─Ermengarda de Provença 
│ │ casada amb Manasès, 
comte de Chalon

│ │ │
│ │ └─Gilbert, 
comte de Viena
 (c. 950-971).
│ │
│ └─
Lluís III el Cec
, rei de 
Borgonya Cisjurana
 (
887
-
928
), 
rei d'Itàlia

│
├─
Ricard I de Borgonya
 el Justicierm duc de Borgonya (?-
921
) 
comte d'Auxerre
, 
comte de Chalon
, de 
Mâcon
, i d'
Autun
 (898), 
comte de Sens
 i de 
Nevers
 (881-921)
│ casat amb Adelaida (filla de 
Conrad II
)
│ │
│ ├─Ermengarda de Borgonya
│ │ casada amb 
Giselbert
 comte de Chalon
│ │
│ ├─
Hug I el Negre
, 
comte de Besançon
 (914-952), 
duc de Borgonya
 (
923
-
952
).
│ │
│ ├─
Raül de França
, rei de França (
923
-
936
), duc de Borgonya 921-923.
│ │ casat amb Emma (dinastia dels robertins).
│ │
│ └─
Bosó de Borgonya
 (?-?).
│ casat amb Berta (filla de Bosó d'Arles)
│
└─Riquilda (filla de Biví) 
casada amb 
Carles el Calb

│
└─Rotilda (filla)
```